# 조너선 브라운리
조너선 캘럼 브라운리 MBE(영어: Jonathan Callum Brownlee MBE, 1990년 4월 30일~)는 영국의  트라이애슬론 선수이다. 2012년 하계 올림픽에서 개인전 동메달, 2016년 하계 올림픽에서  개인전 은메달, 2020년 하계 올림픽에서 혼성 릴레이 금메달을 획득했다.

## 개인사
형인 앨리스터 브라운리 또한 트라이애슬론 선수이다.